# Catocala grynea
Catocala grynea là một loài bướm đêm thuộc họ Erebidae. Nó được tìm thấy ở Ontario và Quebec qua Maine và Connecticut, phía nam đến Florida, phía tây đến Texas và phía bắc qua Iowa tới Wisconsin và Minnesota.

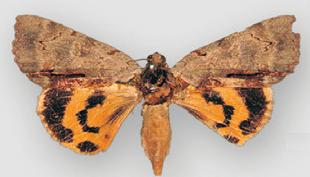
lectotype của Catocala nuptula, nay được xem là một đồng âm của Catocala grynea

Sải cánh dài 40–50 mm. Con trưởng thành bay từ tháng 5 đến tháng 9 tùy theo địa điểm. Có thể có một lứa một năm.
Ấu trùng ăn Crataegus, Prunus và Malus.

## Hình ảnh

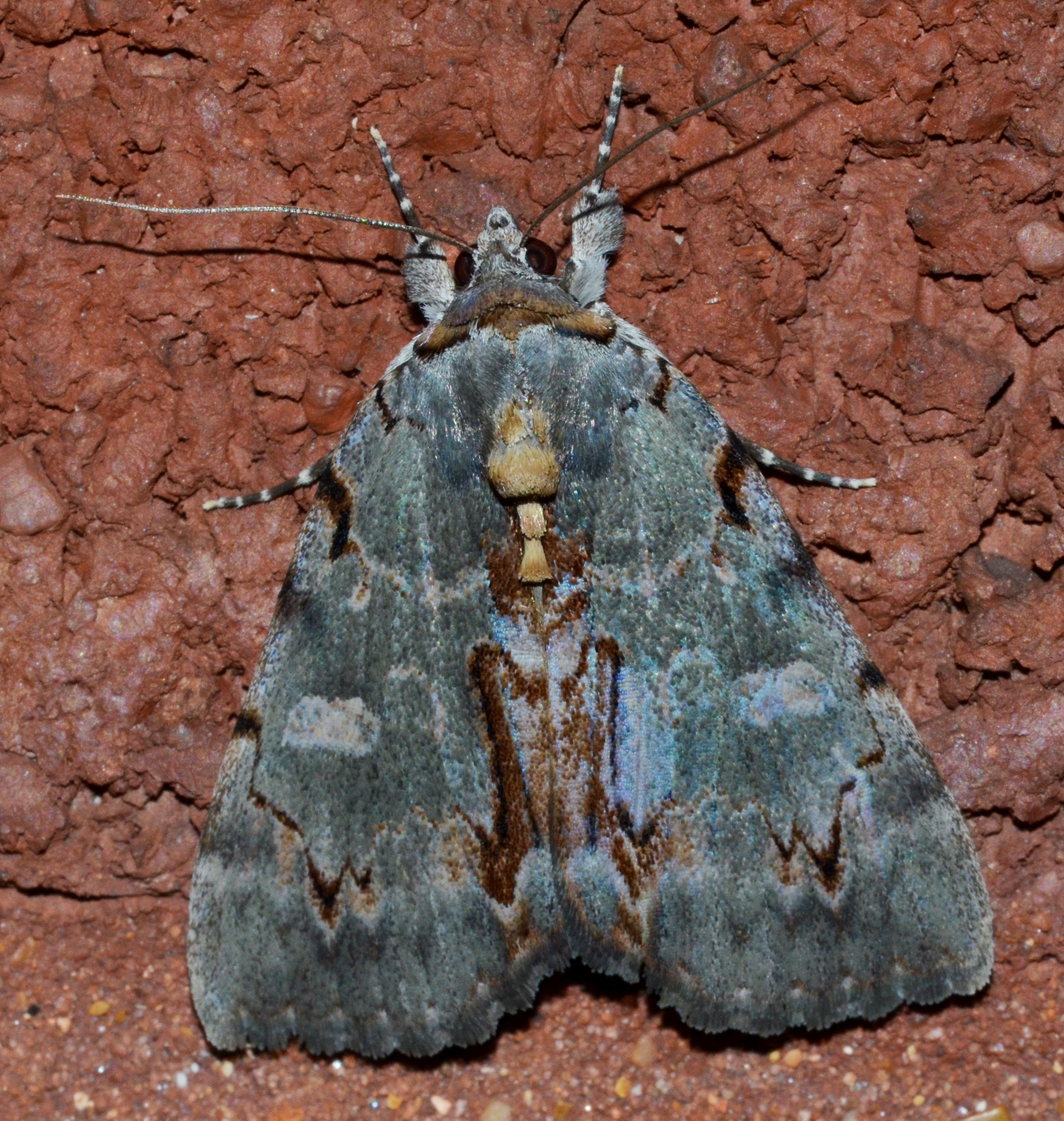
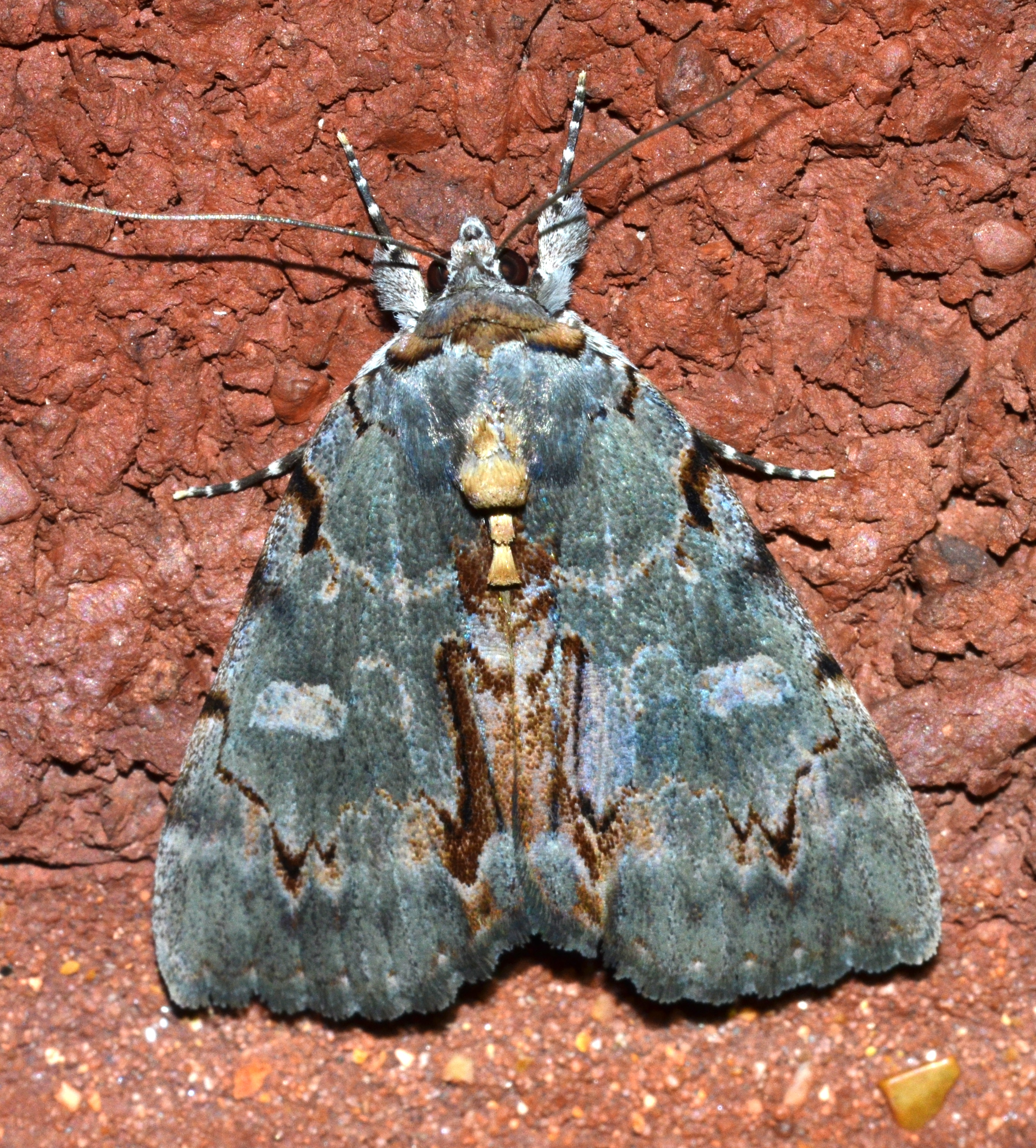
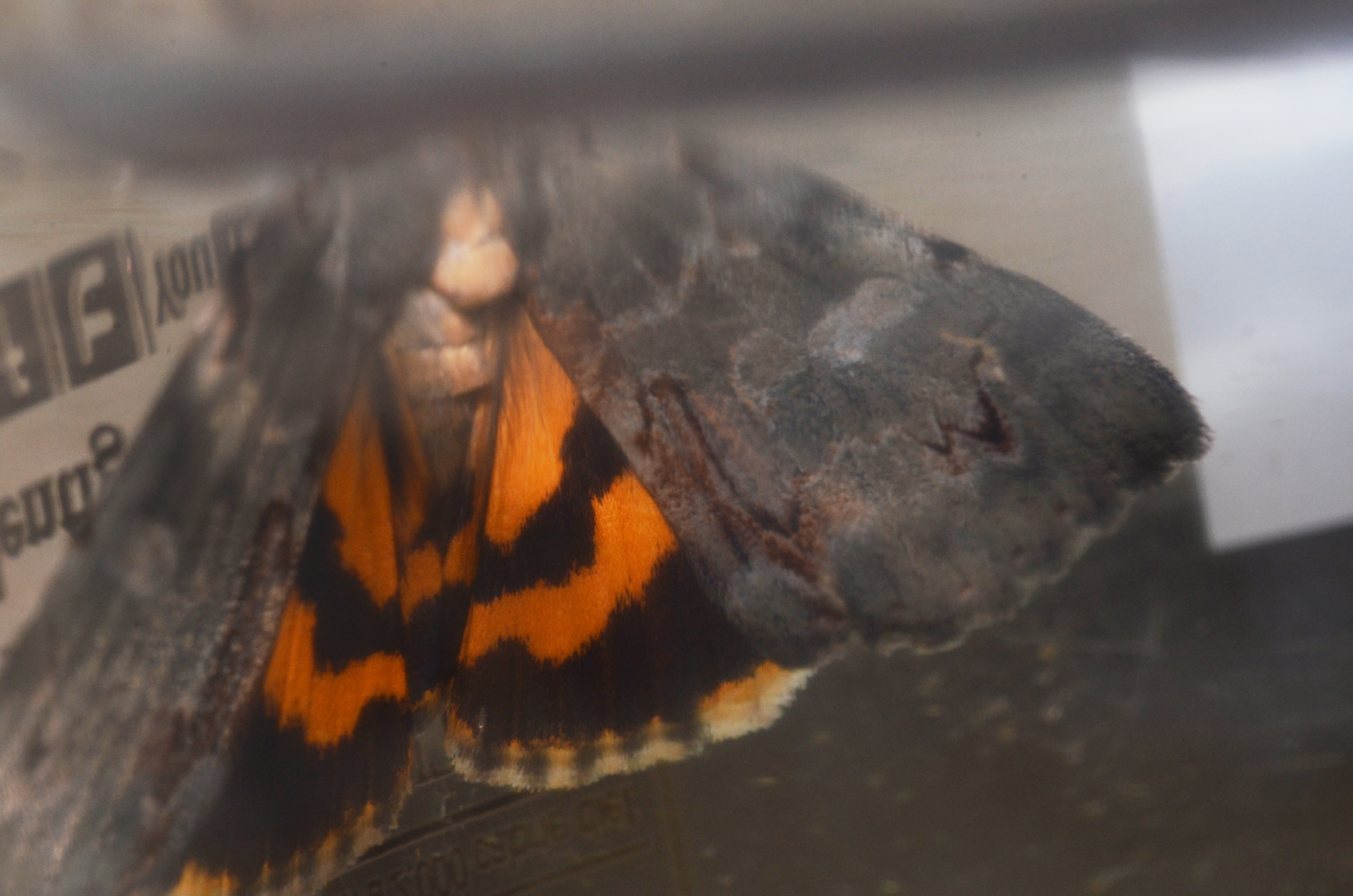